# Cel shading

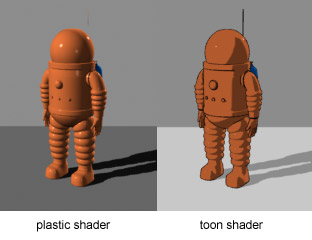
Cel shading (rechts)

Cel shading is een techniek die in computerspellen en animatiefilms wordt toegepast om computergegenereerde beelden handgetekend te laten lijken, zoals in een stripverhaal of cartoon. Het resultaat hiervan is vaak niet erg realistisch. Cel komt van celluloid.
Grafisch wordt de weergave gekenmerkt door duidelijke contouren en een gereduceerd kleurenpalet, zoals in traditionele cartoons. De term "cartoon" wordt ook vaak gebruikt om deze techniek te beschrijven. De gezichtsuitdrukkingen van de personages zijn over het algemeen overdreven om de tekenfilmstijl te ondersteunen, maar dit is geen vereiste.

## Animatiefilms
- Danny Phantom
- Teenage Mutant Ninja Turtles
- Transformers: Cyberverse
- Vexille

## Computerspellen
- Borderlands (pc en Xbox 360 en PS3)
- Prince of Persia (2008) (PS3 en Xbox 360)
- Jak and Daxter (PS2)
- Viewtiful Joe (NGC en PS2)
- Killer 7 (NGC en PS2)
- Jet Set Radio (Dreamcast)
- Jet Set Radio Future (Xbox)
- The Legend of Zelda: The Wind Waker (NGC)
- The Legend of Zelda: Phantom Hourglass (DS)
- XIII (PS2)
- Crackdown (Xbox 360)
- Auto Modellista (PS2)
- Ōkami (PS2 en Wii)
- Twisted Metal (PS3)
- The Darkness II (Xbox 360 en pc en PS3)
- Dragon Ball Online (pc)
- Dragon Ball Z: Budokai (Spelserie) (PS2 en GameCube en PSP)
- Dragon Ball Z: Budokai Tenkaichi (Spelserie) (PS2 en Wii en PSP)
- Dragon Ball Z: Burst Limit (Xbox 360 en PS3)
- Dragon Ball Z: Ultimate Tenkaichi (Xbox 360 en PS3)
- Dragon Ball: Raging Blast (Xbox 360 en PS3)
- Dragon Ball: Raging Blast 2 (vervolg) (Xbox 360 en PS3)
- Ed, Edd n Eddy: The Mis-Edventures (PS2 en GameCube en Xbox en pc)
- The Legend of Zelda: Skyward Sword (Wii)
- Naruto: Rise of a Ninja (Xbox 360)
- One Piece: Pirates' Carnival (GameCube en PS2)
- One Piece: Grand Battle! (GameCube en PS2)
- One Piece: Grand Adventure (GameCube en PS2)
- One Piece: Unlimited Adventure (Wii)
- Punch-Out!! (Wii)
- Afro Samurai (Xbox 360 en PS3
- Valkyria Chronicles (PS3)
- Tony Hawk's American Sk8land (Nintendo DS en Game Boy Advance)
- The Walking Dead (iOS, pc, Xbox 360 en PS3)
- Lethal Company (pc)
- Mario & Luigi: Brothership (Nintendo Switch)